# Arcondo Nunatak
Arcondo Nunatak är en nunatak i Antarktis. Den ligger i Östantarktis. Argentina och Storbritannien gör anspråk på området. Toppen på Arcondo Nunatak är 780 meter över havet, eller 238 meter över den omgivande terrängen. Bredden vid basen är 2,2 km.
Terrängen runt Arcondo Nunatak är huvudsakligen kuperad, men åt sydost är den platt. Trakten är obefolkad. Det finns inga samhällen i närheten.